# 新西兰红嘴鸥
新西蘭紅嘴鷗（學名：Larus scopulinus），又称新西兰红嘴海鸥，是新西蘭的鳥類，分佈全國及其外圍島嶼，包括查塔姆群島及新西兰亚南极群岛。
新西蘭紅嘴鷗是一种体型較為細小的海鷗，整個鳥喙都是紅色的，紅色的腳，淡灰色的翼，及黑色的翼尖。牠們似乎不是雙性異形。牠們是新西蘭最細小普遍的海鷗。牠們曾被認為是澳洲銀鷗的亞種，而兩種在外表上亦很相似。但是亦有研究指牠們是近親。
新西蘭紅嘴鷗有典型海鷗的行為。牠們吃腐肉，亦有搶食行為。大部份新西蘭紅嘴鷗是生活在新西蘭的城市中，在垃圾堆中尋找食物。牠們以大的族群居住，配偶所生的子女會在巢中居住幾季，而且亦有一定的偶外交配。求偶餵食行為是牠們交配的重要一環。

## 外部連結
- Picture （页面存档备份，存于）
- Red-billed Gull, New Zealand Birds Online （页面存档备份，存于）